# 高蝶恵介
高蝶 恵介（たかちょう けいすけ、1984年 - ）は、元テレビ東京のアナウンサー。

## 人物
兵庫県西宮市出身、AB型。関西学院高等部、早稲田大学政治経済学部卒業。大学時代は、米国からの帰国子女で、早大時代はラクロス部に所属。
2007年4月、アナウンサーとしてテレビ東京に入社。2008年12月1日、在社期間わずか1年8ヶ月でテレビ東京を退社。退社理由は明かされていないが、コンサルティング会社に転職すると報じられた。

## 過去の担当番組
- MIDNIGHT VOICE → PLASMA RADIO （InterFM、2007年10月1日 - 2008年11月26日）
- NEWS MARKET 11（2007年7月 - 2008年9月、マーケット情報の影読み担当）
- ウイニング競馬（パドック担当、2008年6月28日から実況も担当）

## 同期入社
- 須黒清華
- 繁田美貴
- 前田海嘉